# رریک
شهر رریک (به آلمانی: Rerik) در ایالت مکلنبورگ-فورپومن در کشور آلمان واقع شده‌است.